# おきざりにした悲しみは
「おきざりにした悲しみは」（おきざりにしたかなしみは）は、よしだたくろう（現・吉田拓郎）の6枚目のシングル。1972年12月21日発売。発売元はOdyssey/CBS Sony。
オリジナルアルバム未収録であり、1975年に発売された『よしだたくろう 1971〜1975』をはじめ、『よしだたくろう ベスト・セレクション』や『吉田拓郎 THE BEST PENNY LANE』、『From T』などのベストアルバムに収録されている。

## 背景
拓郎は広島から上京して間もない頃、ラジオ関東の『スペース・カプセル』で森山良子と会い、馬が合ったことから1973年1月7日に渋谷公会堂でジョイント・コンサートを行った。『週刊明星』はこの組み合わせを「73年フォーク界の男女両横綱であることは間違いなし」と評した。お客はほとんど拓郎目当ての女の子で埋められた。それぞれの持ち歌を歌った他、「この広い野原いっぱい」と「旅の宿」をデュエットした。拓郎は前年1972年に大ブレイクを果たした実績から「これまでのフォークは仲間うちだけではしゃいで満足していた。それも音楽的にあまり高くない水準でな。そんなんじゃもう通用しない、73年はフォークも一時のブームに頼ることを許されず、純粋に音楽性をどう追求するかが問われる。これからはフォークも確固たる自分のメロディ、詩を持たなければならない」などと爆弾発言した。

## 制作
前作「旅の宿」に引き続き、作詞を岡本おさみが担当したシングルである。
レコーディングは、柳田ヒロ、チト河内、高中正義、拓郎の4人のみで行われた。

## 影響
原田宗典の2024年の著書『おきざりにした悲しみは』（岩波書店）は、本曲から着想を得たという。

## 収録曲
- 全作曲：吉田拓郎

Side:A
1. おきざりにした悲しみは（3分59秒）
作詞：岡本おさみ

Side:B
1. 花酔曲（4分7秒）
作詞：吉田拓郎

## 脚註
1. ↑  『オリコン・シングル・チャートブック(完全版):1968 - 2010』オリコン・エンタテインメント、2012年2月、367頁。ISBN 978-4-87131-088-8。
2. 1 2 3 4 5 6  「'73フォーク界に嵐を呼ぶか 森山良子とよしだたくろうが新春早々ジョイントリサイタルで爆弾発言！」『週刊明星』1973年1月21日号、集英社、44–45頁。
3. ↑  2018年に発売されたセレクトアルバム『From T』の『必読!書き下ろしライナーノーツ』より。
4. ↑  川村律文 (2024年12月4日). “原田宗典さん 『おきざりにした悲しみは』刊行 吉田拓郎の曲から着想”. 読売新聞オンライン.  読売新聞社. 2024年12月4日時点のオリジナルよりアーカイブ。2025年4月8日閲覧。